# Ana Maria Machado

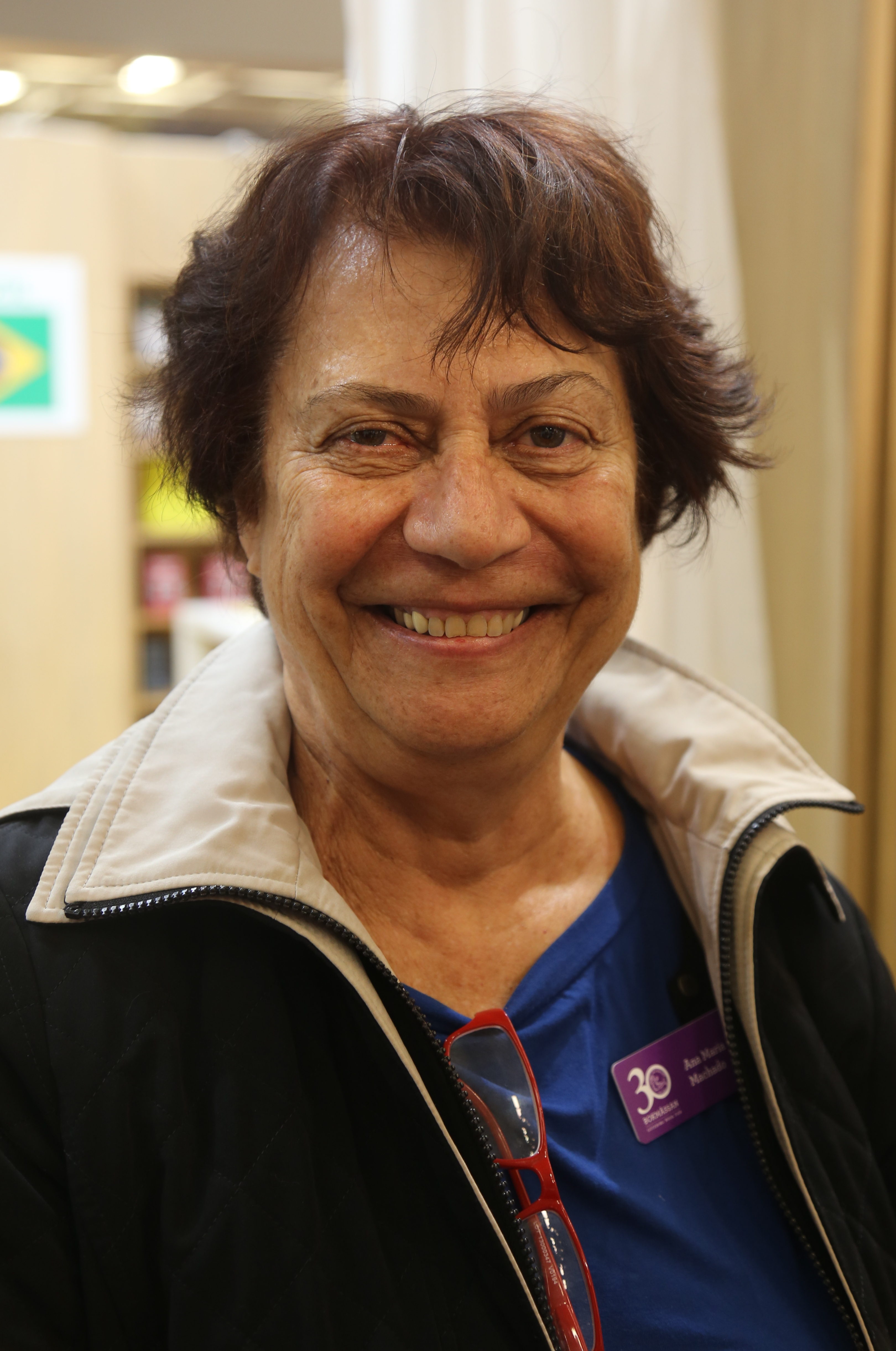
Ana Maria Machado nel 2014.

Ana Maria Machado (Rio de Janeiro, 24 dicembre 1941) è una scrittrice e giornalista brasiliana, autrice prevalentemente di libri per ragazzi.

## Biografia
Si laureò in Lettere presso l'Università federale di Rio de Janeiro discutendo una tesi in filologia romanza.
Nel 2000 divenne la seconda scrittrice brasiliana a ottenere Premio Hans Christian Andersen. Vinse inoltre il Premio Jabuti.
Membro dell'Academia Brasileira de Letras dal 2003, ne fu anche presidentessa per un biennio.

## Opere

### Libri per ragazzi
- Uma Vontade Louca
- Amigo É Comigo
- Isso Ninguém Me Tira
- Bento que Bento é o Frade
- Bisa Bia, Bisa Bel (Novela), 1981
- De olho nas penas
- Raul da ferrugem azul
- Do outro mundo
- O canto da praça
- Bem do seu tamanho
- Tudo ao mesmo tempo agora
- O Que É?
- dandinha danda
- Abrindo Caminho
- Alguns Medos e Seus Segredos
- Era Uma Vez Três
- O Gato do Mato e o Cachorro do Morro
- A Jararaca, a Perereca e a Tiririca
- Menina Bonita do Laço de Fita
- O mistério da ilha
- Amigos Secretos
- De carta em carta
- Quem manda na minha boca sou eu!!
- O domador de monstros

### Libri per adulti
- Alice e Ulisses, (romanzo), 1984
- Aos Quatro Ventos, (romanzo), 1993
- A Audácia dessa Mulher, (romanzo), 1999
- Canteiros de Saturno, (romanzo), 1991
- Como e Por Que Ler os Clássicos Universais desde Cedo, (libro teorico), 2002
- Contra Corrente, 1999
- Democracia, 1983
- Esta Força Estranha, (biografia), 1998
- O Mar Nunca Transborda, (romanzo), 1995
- Para Sempre, (romanzo), 2001
- Recado do Nome, (tese de doutorado), 1976
- Texturas - sobre Leituras e Escritos, 2001
- Tropical Sol da Liberdade, (romanzo), 1988